# Nymphon modestum
Nymphon modestum is een zeespin uit de familie Nymphonidae. De soort behoort tot het geslacht Nymphon. Nymphon modestum werd in 1959 voor het eerst wetenschappelijk beschreven door Stock. 